# Municipio de Crawford (Carolina del Norte)
El municipio de Crawford (en inglés: Crawford Township) es un municipio ubicado en el  condado de Currituck en el estado estadounidense de Carolina del Norte. En el año 2010 tenía una población de 7.208 habitantes.

## Geografía
El municipio de Crawford se encuentra ubicado en las coordenadas 36°25′8.56″N 76°3′4.74″O / 36.4190444, -76.0513167.